# Aleksandr Kosarev
Aleksandr Borisovich Kosarev (em russo:  Александр Борисович Косарьев; Rivne, 30 de setembro de 1977) é um jogador de voleibol russo.
Competiu nos Jogos Olímpicos de Verão de 2004 em Atenas, Grécia, onde a Rússia ganhou a medalha de bronze ao derrotar os Estados Unidos na disputa pelo terceiro lugar, e nos Jogos Olímpicos de Verão de 2008 em Pequim, China, onde ele novamente conquistou o bronze.